# Соглашение по горилле
Соглашение по сохранению горилл и их ареала — это международный договор, обязывающий его участников к сохранению горилл на своей территории. Соглашение было заключено в октябре 2007 года
в рамках Конвенции по мигрирующим видам диких животных (CMS), также известной как «Боннская Конвенция». В Соглашении в данный момент участвуют 10 государств.
Соглашение вступило в силу 1 июня 2008 года.

## Цель Соглашения
Общая цель Соглашения — служить основой для сохранения горилл и их ареалов в государствах-участниках Соглашения и ещё не присоединившихся к нему странах. Согласно тексту Соглашения, государства-участники:
- согласовывают меры сохранения животных в сфере действия Соглашения
- обозначают границы ареала горилл и обеспечивают сохранение, защиту, поддержание и восстановление этих областей
- согласовывают меры для создания сети отвечающих требованиям ареалов
- координируют свою деятельность, направленную на борьбу с браконьерством, а также принятие конкретных мер по контролю за браконьерством, в особенности в трансграничных хабитатах.

(См. Статью III Соглашения)

## Органы Соглашения

### Совет Сторон
Совет Сторон является высшим принимающим решения органом Соглашения и принимает Резолюции. У каждой страны есть один голос, не принимающие участие в Соглашении государства ареал имеют возможность принимать участие в качестве наблюдателей.
Первый Совет Сторон состоится в Риме, Италия, 29 ноября 2008 года.

### Секретариат
Секретариат является исполнительным органом Соглашения. Он координирует и организует деятельность Совета Сторон и предпринимает различные действия по имплементации поставленных соглашением целей, привлечению большего количества участников и обмену информацией.
По запросу Совета Сторон Государств Ареала Гориллы, прошедшего в Париже, Франция, в октябре 2007 года, Постоянный Комитет Конвенции по Мигрирующим Видам обязал Секретариат Конвенции действовать также в качестве Секретариата Соглашения по сохранению горилл и их ареалов.
Секретариат Конвенции тесно сотрудничает с Секретариатом Проект по сохранению человекообразных обезьян (Проект по Сохранению Человекообразных Обезьян) в этих целях.

## Область действия Соглашения
Географическая область действия Соглашения включает в себя все государства, на территории которых обитают различные виды и подвиды гориллы, а именно Ангола, Камерун, Центрально-Африканская Республика, Демократическая Республика Конго, Экваториальная Гвинея, Габон, Нигерия, Руанда и Уганда.

## Участники Соглашения
Следующие 5 государств подписали Соглашение в полном объёме:
- ЦАР (26 октября 2007)
- Республика Конго (26 октября 2007)
- Нигерия (5 марта 2008)
- ДР Конго (25 апреля 2008)
- Руанда (25 апреля 2008)